# Невидимый мальчик (фильм, 2014)
«Невидимый мальчик» (итал. Il ragazzo invisibile) — итало-французский фантастический фильм о супергерое 2014 года, снятый режиссёром Габриэле Сальваторесом.

## Сюжет
Тринадцатилетний Микеле Силенци из Триеста жил со своей матерью-одиночкой (инспектором полиции). Микеле был застенчивым мальчиком и не пользовался популярностью среди одноклассников. В школе он подвергался травле со стороны двух своих одноклассников — Касадио и Брандо. Его не замечала объект его обожания — одноклассница Стелла. На назначенную вечеринку в честь Хэллоуина Микеле приходит в дешёвом костюме малоизвестного китайского супергероя, который он купил у китайцев на базаре. Доведённый на празднике до отчаяния, он закрывается от всех в туалете, загадывает перед зеркалом желание стать невидимым, после чего скрывается, выпрыгнув в окно. Проснувшись утром у себя дома, стоя перед зеркалом, он понимает, что его желание сбылось…

## В ролях
| Актёр               | Роль              |
| ------------------- | ----------------- |
| Людовико Жирарделло | Микеле Силенци    |
| Валерия Голино      | Джованна Силенци  |
| Фабрицио Бентивольо | Базили            |
| Христо Живков       | Андрей            |
| Ноа Затта           | Стелла Моррисон   |
| Ассил Кандил        | Кандела           |
| Филиппо Валезе      | Мартино Бреччиа   |
| Энеа Бароззи        | Брандо Вольпи     |
| Риккардо Гаспарини  | Иван Касадио      |
| Вернон Добчефф      | Артильо           |
| Вилиус Тумалавичус  | Биондо            |
| Диана Хобел         | учительница Сиани |
| Винченцо Дзампа     | Луиджи Миннелла   |
| Ксения Раппопорт    | Елена             |
| Райчо Василев       | русский гангстер  |

## Съёмочная группа
- Режиссёр: Габриэле Сальваторес
- Продюсеры: Карлотта Калори, Франческа Чима, Никола Джулиано
- Сценаристы: Алессандро Фаббри, Людовика Рампольди, Стефано Сардо
- Оператор: Итало Петриччоне
- Композиторы: Федерико Де Робертис, Эцио Боссо

## Награды и номинации
- Ciak[итал.] — награда и номинации (2015)
- Листопад — награда (2015)
- Международный кинофестиваль в Сиэтле — номинация (2015)
- Национальный союз итальянских кинематографистов — награды и номинации (2015)
- Премия Европейской киноакадемии — награда (2015)
- Давид ди Донателло — награда и номинации (2015)[1]